# Newport News
Newport News önálló megyei jogú város (összevont város-megye) az USA Virginia államában. Lakosainak száma 186 247 fő (2020. április 1.).

## Népesség
A település népességének változása:
| Lakosok száma | 180 719 | 180 329 | 180 781 | 182 020 | 182 385 | 186 247 |
|               | 2010    | 2011    | 2012    | 2013    | 2015    | 2020    |